# Mola mola
Il pesce luna (Mola mola Linnaeus, 1758; dal latino mola, "macina, mola") è il più grande e uno dei più pesanti tra i pesci ossei. Gli adulti raggiungono un peso compreso mediamente fra i 200 e i 400 kg. In inglese viene anche chiamato sunfish per il fatto che durante le giornate di sole tende a salire alla superficie dell'acqua ed esporre la sua pelle ai raggi solari. La specie è originaria delle acque tropicali e temperate di tutto il mondo. Si può descrivere come testa di pesce alla quale è attaccata una corta coda mentre il corpo è appiattito lateralmente. Quando le loro pinne dorsale e ventrale sono estese, i pesci luna sono simmetricamente alti quanto lunghi.

## Distribuzione e habitat
Abita in mare aperto, ma è localizzato prevalentemente lungo le acque costiere, in acque tropicali, temperate e fredde (spingendosi fino in Terranova e coste norvegesi, occasionalmente anche nel Mar Baltico), Mediterraneo compreso. Un esemplare di notevoli dimensioni è stato pescato nell'Adriatico, al largo del Lido di Venezia. Un gigantesco esemplare del peso di 2 744 kg è stato ritrovato in mare aperto al largo delle isole Azzorre nell'ottobre 2022.
Nell'emisfero australe è diffuso intorno alle acque di Sudafrica ed Australia, ma non intorno alla Terra del fuoco.

## Descrizione

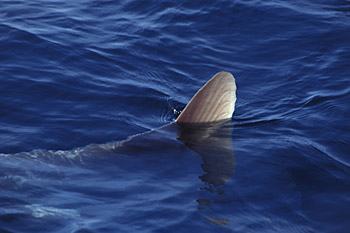
Pinna in superficie

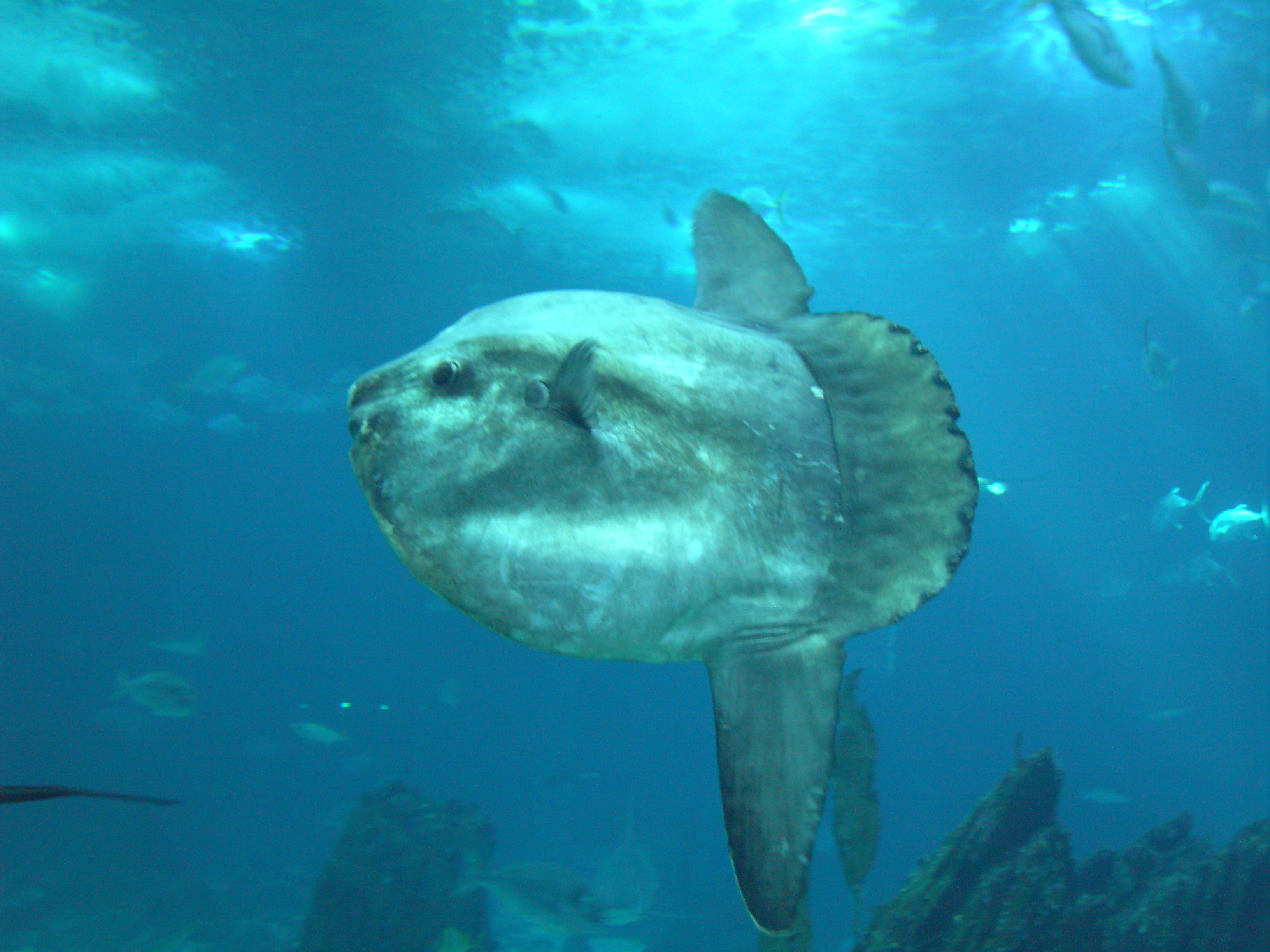
Un pesce luna all'acquario di Lisbona: anche l'acquario di Barcellona ne ospita alcuni esemplari.

I pesci luna sono i pesci ossei più pesanti e gli esemplari più grandi possono raggiungere un'altezza di 4,2 metri, 3 metri di lunghezza e circa 2 268 chilogrammi , superati in alcuni casi da squali e mante, che appartengono però alla classe dei cartilaginei.
Questo pesce è caratterizzato da una forma allungata, ovaloide, molto compressa ai fianchi. La pinna caudale è formata da un'escrescenza carnosa (che parte dalla radice della pinna dorsale), la quale ha poca mobilità: la locomozione è affidata alle pinne dorsale e anale, opposte, simmetriche, robuste e allungate. La pinna pettorale è piccola e a ventaglio.
I denti sono fusi tra loro nella piccola bocca e formano una sorta di becco. Le aperture branchiali sono ridotte ad un buco, appena prima della pinna pettorale.
La sua pelle può raggiungere lo spessore di 15 cm. Essa ospita fino a cinquanta specie di parassiti e microorganismi, i quali possono provocare il fenomeno della bioluminescenza.
In cattività è capace di raggiungere i 10 anni di vita.

## Comportamento
Quando il pesce luna nuota in prossimità della superficie, visto da una barca, può esser confuso con uno squalo, dato che se ne vede una sola pinna.

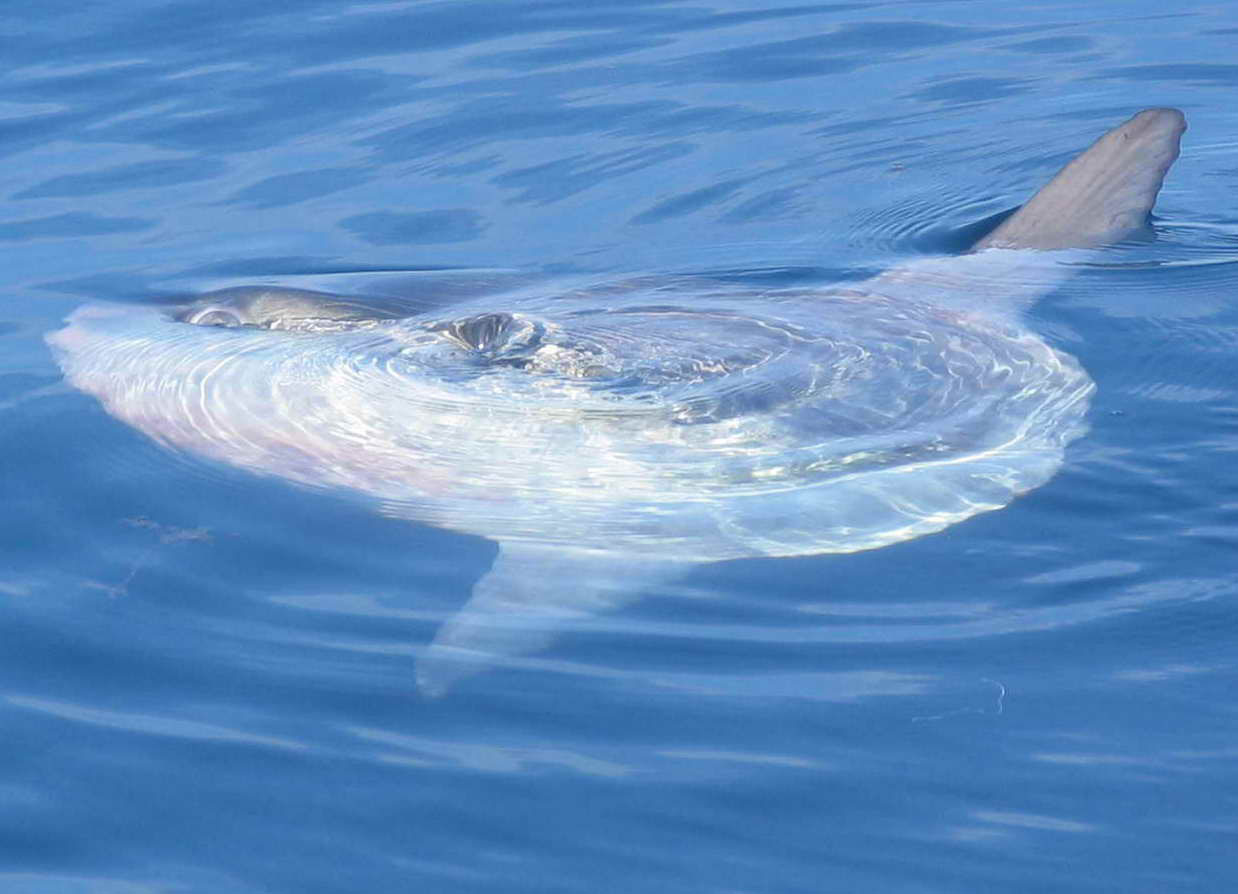
Il pesce luna sdraiato in superficie

Come accennato, spesso risale alla superficie del mare, dove fa galleggiare il corpo in posizione orizzontale. Pare che sia, questo, un sistema per liberarsi dei parassiti, che in questo modo possono venire mangiati dagli uccelli.

## Riproduzione
Una femmina può deporre fino a 1,5 milioni di uova per volta e fino a 300 milioni di uova durante il ciclo vitale. Le larve hanno il diametro di appena due o tre millimetri.

## Alimentazione
Il pesce luna si nutre di plancton, piccoli pesci ed, occasionalmente, di meduse, crostacei ed alghe. A causa della loro stazza e della qualità dell'alimentazione, non particolarmente sostanziosa, i pesci luna sono costretti a consumare grandi quantità di cibo per sopravvivere.